# Regió de Hradec Králové
La Regió de Hradec Králové (txec:  Královéhradecký kraj) és una sosdivisió (kraj)de la República Txeca, dins la regió històrica de Bohèmia. La capital és Hradec Králové. Fa frontera amb la Regió de Pardubice, al sud-oest amb la Regió de Bohèmia Central i a l'oest amb la Regió de Liberec. Al nord fa frontera amb el voivonat polonès de Baixa Silèsia.

## Districtes a la regió de Hradec Králové
- Hradec Králové District
- Jičín District
- Náchod District
- Rychnov nad Kněžnou District
- Trutnov District

## Ciutats a la regió de Hradec Králové
Hradec Králové, Chlumec nad Cidlinou, Jičín, Náchod, Rychnov nad Kněžnou, Trutnov, Dvůr Králové nad Labem, Jaroměř.